# 丁浩 (清朝)
丁浩（？—19世纪？），字子然，一字養吾，號松亭，河南汝州寶豐縣人，清朝官員。
道光十八年（1838年）進士。咸豐元年（1851年）任江南道監察御史，歷改江西道、廣西道。官至廣東廣州府知府。

## 外部連結
- 丁浩 （页面存档备份，存于） 中研院史語所